# ألبرت شالر
ألبرت شالر (بالإنجليزية: Albert Schaller)‏ هو قاضي وسياسي أمريكي، ولد في 20 مايو 1857، وتوفي في 31 مارس 1934. انتخب عضو مجلس ولاية مينيسوتا.